# Aruba Networks
Aruba Networks est un équipementier informatique qui vend des solutions réseau local Wi-Fi aux entreprises. 
La société compte plus de 1 200 employés et son siège est situé à Sunnyvale en Californie.
Le 2 mars 2015, Hewlett-Packard a annoncé qu'il rachetait Aruba Networks pour la somme de 2,7 milliards de dollars US.